# Taubenturm Manoir du Trémaudan

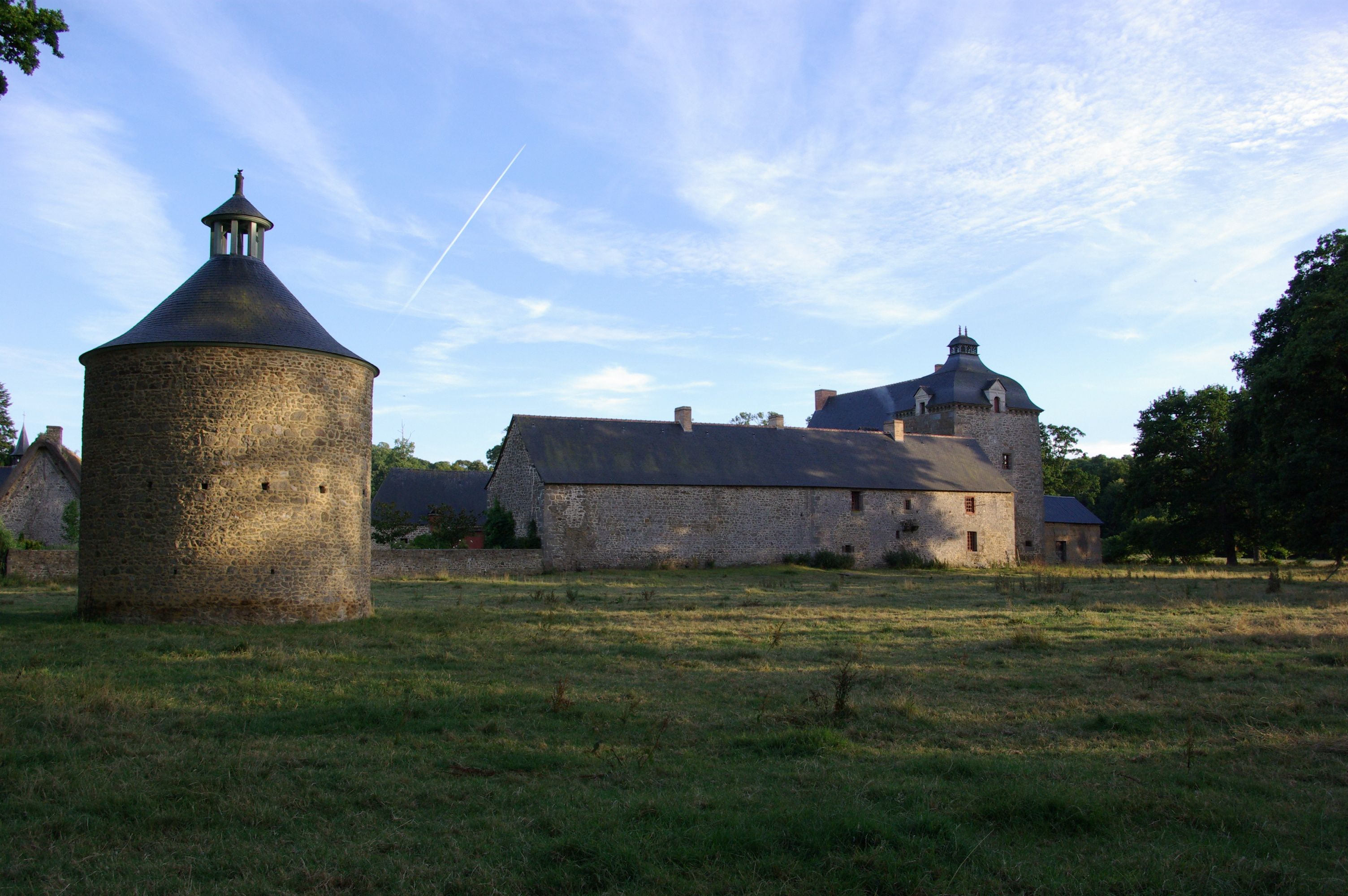
Taubenturm des Manoir du Trémaudan, im Hintergrund das Herrenhaus

Der Taubenturm (französisch colombier oder pigeonnier) des Manoir du Trémaudan in Combourg, einer französischen Gemeinde im Département Ille-et-Vilaine in der Region Bretagne, wurde im 15./16. Jahrhundert errichtet. Der Taubenturm steht seit 1981 als Teil des Manoir als Monument historique auf der Liste der Baudenkmäler in Frankreich.
Der runde Turm aus Bruchsteinmauerwerk wird von einem schiefergedeckten Dach mit Laterne abgeschlossen. Der Taubenturm bietet für circa 600 Tauben Platz.